# アートふる山口
アートふる山口（アートふるやまぐち）は、毎年10月上旬に山口県山口市の一の坂川沿いおよび竪小路周辺を中心に開催される、芸術（アート）をテーマとしたイベントである。1996年（平成8年）から2018年（平成29年）まで開催されていた。

## 概要
主に、地域内の民家や店舗などを「小さな美術館」として見立て、各家々に保存されている骨董品や民芸品などの品々を宅内や玄関先で展示する。大内氏に代表される伝統文化の尊重をテーマに開催されている。「アートふる」とは「天から降る」という意味と、「art（芸術）でfull（満たされる）」を掛けた表現で、｢アートで山口が元気な町になるように」との意味を込めて生まれた造語である。
元々は山口青年会議所社会開発委員会が中心となり、昭和の初期まで山口の中心繁華街として栄えた後河原地区・竪小路地区の活性化（まちおこし）を目的として企画したイベントであり、高校生によるボランティアガイドの活用などの取り組みで注目を集め、2000年の第5回からは事務局を山口青年会議所から「NPO法人山口まちづくりセンター」に移行、町おこしから現在はまちづくりの一環としてのイベントとして続けられている。
なお、開催にあたっては、1991年から毎年5月3日から5日に福岡県うきは市（旧吉井町）で開催されている「筑後吉井の小さな美術館めぐり」をヒントとしたという。
2019年3月7日、実行委員会が次回（2019年）の開催を行わないことを発表した。アートふる山口が目指した「地域主導のまちおこし」は十分その役割を果たしたのではないか等、「様々な理由」によるものだという。